# Jean-Louis Trintignant
Jean-Louis Xavier Trintignant, född 11 december 1930 i Piolenc i Vaucluse, död  17 juni 2022 i Collias i Gard, var en fransk skådespelare.
Han studerade juridik, men hoppade av studierna och begav sig till Paris för att bli skådespelare. 1951 gjorde han scendebut, sedan han arbetat hårt med att övervinna sin blyghet. Trintignant filmdebuterade 1955 och påföljande år blev han internationellt känd som Brigitte Bardots timide man i filmen Och Gud skapade kvinnan.... Hans karriär fick ett avbrott på tre år när han strax därefter inkallades till militärtjänstgöring i Algeriet.
Tillbaka i Frankrike började han ånyo en klättring upp till toppen inom filmen och fick en ny stor framgång 1965 i En man och en kvinna. Han belönades med priset som bäste skådespelare vid filmfestivalen i Cannes för sin roll i Z – han lever och räknas som en av europeisk films främsta skådespelare.
Han var en tid gift med skådespelerskan Stéphane Audran. Han var far till skådespelerskan Marie Trintignant, som 2003 blev misshandlad till döds av sin dåvarande partner.

## Filmografi i urval
- 1955 – 12 timmar att leva
- 1956 – Gatans lag
- 1956 – Och Gud skapade kvinnan...
- 1959 – Farliga förbindelser
- 1960 – Austerlitz
- 1965 – Den fantastiska Angelique
- 1965 – En man och en kvinna
- 1966 – Brinner Paris?
- 1967 – Den djävulska
- 1968 – Den tyste hämnaren
- 1969 – Z – han lever
- 1969 – Min natt med Maud
- 1970 – Gangstern
- 1970 – Fascisten
- 1972 – Med döden i hälarna
- 1973 – Attentat!
- 1974 – Lustans gradvisa glidningar
- 1975 – Snuten
- 1975 – Leken med elden
- 1976 – Det regnar över Santiago
- 1981 – Kärlekspassionen
- 1982 – Natten i Varennes
- 1983 – Äntligen söndag!
- 1984 – Viva la vie!
- 1985 – Next Summer
- 1986 – En man och en kvinna – 20 år senare
- 1987 – La vallée fantôme
- 1989 – Bunker Palace Hôtel
- 1991 – Merci la vie
- 1994 – Den röda filmen
- 1995 – De förlorade barnens stad (berättarröst)
- 1996 – Den diskrete hjälten
- 1998 – Those Who Love Me Can Take the Train
- 2003 – Janis et John
- 2012 – Amour
- 2017 – Happy End
- 2019 – Livets bästa år